# Watt-peak
Watt-peak (Wp) je míra nominálního (jmenovitého, špičkového) výkonu solárního panelu v laboratorních (ideálních) světelných podmínkách. Nejčastěji se používá odvozená jednotka kilowatt-peak (kWp) a také megawatt-peak (MWp) v souvislosti s instalovaným výkonem. Jedná se o výkon fotovoltaické elektrárny při standardních testovacích podmínkách (STC = Standard Test Conditions), které jsou: 
- Energie dopadá na fotovoltaický panel kolmo s hustotou příkonu P = 1 kW/m2.
- Spektrum dopadajícího záření se podobá světlu ze Slunce dopadajícímu na Zemi v zeměpisné šířce 35° severní šířky.
- Průzračnost atmosféry (airmass) AM = 1,5.
- Teplota článků solárního panelu t = 25 °C.[1]

Jmenovitý výkon fotovoltaického modulu je určen měřením proudu a napětí při zapojení proměnného odporu pod definovaným osvětlením. Podmínky jsou definovány ve standardech jako např. IEC 61215, IEC 61646 nebo UL 1703. Výkon je měřen proměnou odporovou zátěží v Wp. Účinnost je určena jmenovitým výkonem děleno výkon osvětlení dopadající na modul (plocha × 1000 W/m2). Špičkový výkon Pp (index p znamená peak, špičku) je příhodnou veličinou, protože dovoluje porovnat jeden modul s druhým a určit instalovaný výkon a jeho přenos. Stejné měření může být použito pro větrné elektrárny, i když specifikace ideálních podmínek bude jiná.
Používání jednotky Wp je v praxi sice dost rozšířené, ale z hlediska soustavy jednotek SI nesprávné. V SI neexistuje žádná jednotka watt-peak. Symboly (nebo názvy) jednotek SI se neupravují přidáním indexů nebo jiných údajů. Pokud je třeba přidat upřesňující údaje, přidávají se k veličině, nikoliv k měrné jednotce. Správný zápis pro špičkový výkon je tedy Pp  ve wattech, nikoliv P v jednotce watt-peak (Wp).     

## Výstupní výkon v reálných podmínkách
Výstupní výkon fotovoltaického systému závisí na intenzitě slunečního záření a dalších okolnostech. Více slunečního záření znamená vyšší výkon fotovoltaického modulu. Ztráty mohou být zapříčiněny neideálním nasměrováním modulu (náklon a/nebo orientace), vysokou teplotou, nevyhovujícím výkonem modulu, znečištěním a přeměnou stejnosměrného proudu na střídavý. Maximální výkon panelu může překonat jmenovitý výkon kdekoliv, kde je intenzita světelného záření vyšší než 1000 W/m2 (ta odpovídá například typickému poledni v letním Bavorsku).